# Femi Taylor
Femi Taylor, all'anagrafe Olufemi Claire Omoniyi (8 aprile 1961), è un'attrice, cantante e ballerina britannica, nota principalmente per aver interpretato il ruolo di Oola nel film Il ritorno dello Jedi, diretto da Richard Marquand nel 1983, e nella special edition del 1997.

## Carriera
Debuttò nel 1980, interpretando una ballerina nel musical The Apple. L'anno successivo interpretò a Londra il ruolo di Tantomile nel musical Cats.
Nel 1983 fu scelta per interpretare il ruolo della schiava ballerina Oola in Il ritorno dello Jedi, terzo film della trilogia originale di Guerre stellari, divenuto in seguito il sesto episodio su nove totali, dopo l'ideazione di una terza trilogia da parte di George Lucas. Grazie a questo ruolo, Femi Taylor divenne popolare tra i fan della saga, e fu invitata a molte convention.
Successivamente apparve in alcune serie televisive e in alcuni film indipendenti. Nel 1997 interpretò nuovamente il ruolo di Oola, girando nuove scene per la special edition voluta da George Lucas, mentre nel 1998 interpretò il ruolo di Exotica, creato esclusivamente per il film Cats, tratto dall'omonimo musical. Nel 1999 interpretò un ruolo nel musical Jesus Christ Superstar.

## Filmografia
- The Apple, regia di Menahem Golan (1980)
- Guerre stellari - Il ritorno dello Jedi (Star Wars: Episode VI - Return of the Jedi) di Richard Marquand (1983)
- Roll Over Beethoven (serie TV, 1 episodio) (1985)
- The Bill (serie TV, 1 episodio) (1986)
- Playing Away di Horace Ové (1987)
- A Kink in the Picasso di Marc Gracie (1990)
- Flirting di John Duigan (1991)
- Desmond's (serie TV, 1 episodio) (1993)
- Cats di David Mallet (1998)

## Teatro
- Cats (1981)
- Jesus Christ Superstar (1999)